# Церква Миколи Чудотворця (Міллерово)
Церква Миколи Чудотворця (рос. Церковь Николая Чудотворца) — колишній православний храм у місті Міллерово Ростовської області; також відомий як Миколаївська церква.

## Історія
До 1903 року в селищі Міллерово-Глубокінське (нині місто Міллерово) існувала тільки дерев'яна каплиця, побудована в 1891 році. Жителі селища були парафіянами Жено-Мироносицької церкви[1] в слободі Греково-Полненській.
У 1900 році в селищі почалося будівництво дерев'яної церкви, яка була збудована і освячена в ім'я Миколи Чудотворця в 1903 році. Першим священником церкви став Петро Ледковський зі слободи Греково-Полненської, до якої церква була приписана. В 1904 році з Новочеркаська був присланий щойно висвячений священик Володимир Волагурин.
Під час будівництва церкви поміщиком Міллером було пожертвувано під церковну площу три десятини землі (без дарчої). Дерев'яний Миколаївський храм з дзвіницею розташовувався на цокольному фундаменті, був покритий листовим залізом; навколо церкви була збудована залізна огорожа. Престол у храмі був один — в ім'я Святителя Миколая. За штатом у ній служили двоє людей — священник і псаломщик, які мешкали в церковних будинках. Також церкві належала караулка, зроблена з саману і покрита залізом. У 1911 році вона була розширена і з грудня цього ж року тут була облаштована їдальня для годування жебраків у недільні і святкові дні. При церкві ще був будинок для школи. За дореволюційною традицією, шанованих парафіян ховали не на звичайному парафіяльному кладовищі, а в межах церкви. Так біля Миколаївської церкви в 1910 році в сімейному склепі був похований син міллерівського провізора Діонісія Івановича Мєшкомаєва.
Переживши Жовтневий переворот, громадянську та вітчизняну війни, в 1950-х роках храм був знищений.